# Олійник Борис Миколайович
Борис Миколайович Олійник (нар. 20 листопада 1967) — український футболіст, захисник.

## Кар'єра гравця
Футбольну кар'єру розпочав 1989 року в складі севастопольської «Чайки». На початку 1995 року виїхав до Польщі, де протягом півроку захищав кольори «Сталі» (Стальова Воля), а потім — ГКС (Белхатув). Під час зимової перерви сезону 1995/96 років повернувся до України, де підсилив склад охтирського «Нафтовика». У 1997 році став гравцем хмельницького «Поділля». У 1998 році виступав в аматорській команді «Гірник» (Балаклава). У 1999 році перейшов до севастопольського «Чорноморця». У 2002 році завершив кар'єру професіонального футболіста в складі ПФК «Севастополя». Після цього продовжив виступати на аматорському рівні, в тому числі й у складі «ІКС-Академія» (Куйбишево), «Камо» (Севастополь), «Таврика» (Сімферополь), «Компас» (Севастополь), «Динамо» (Севастополь).